# Brachypodium phoenicoides
Brachypodium phoenicoides es una especie de hierba perteneciente a la familia de las gramíneas.

En su hábitat

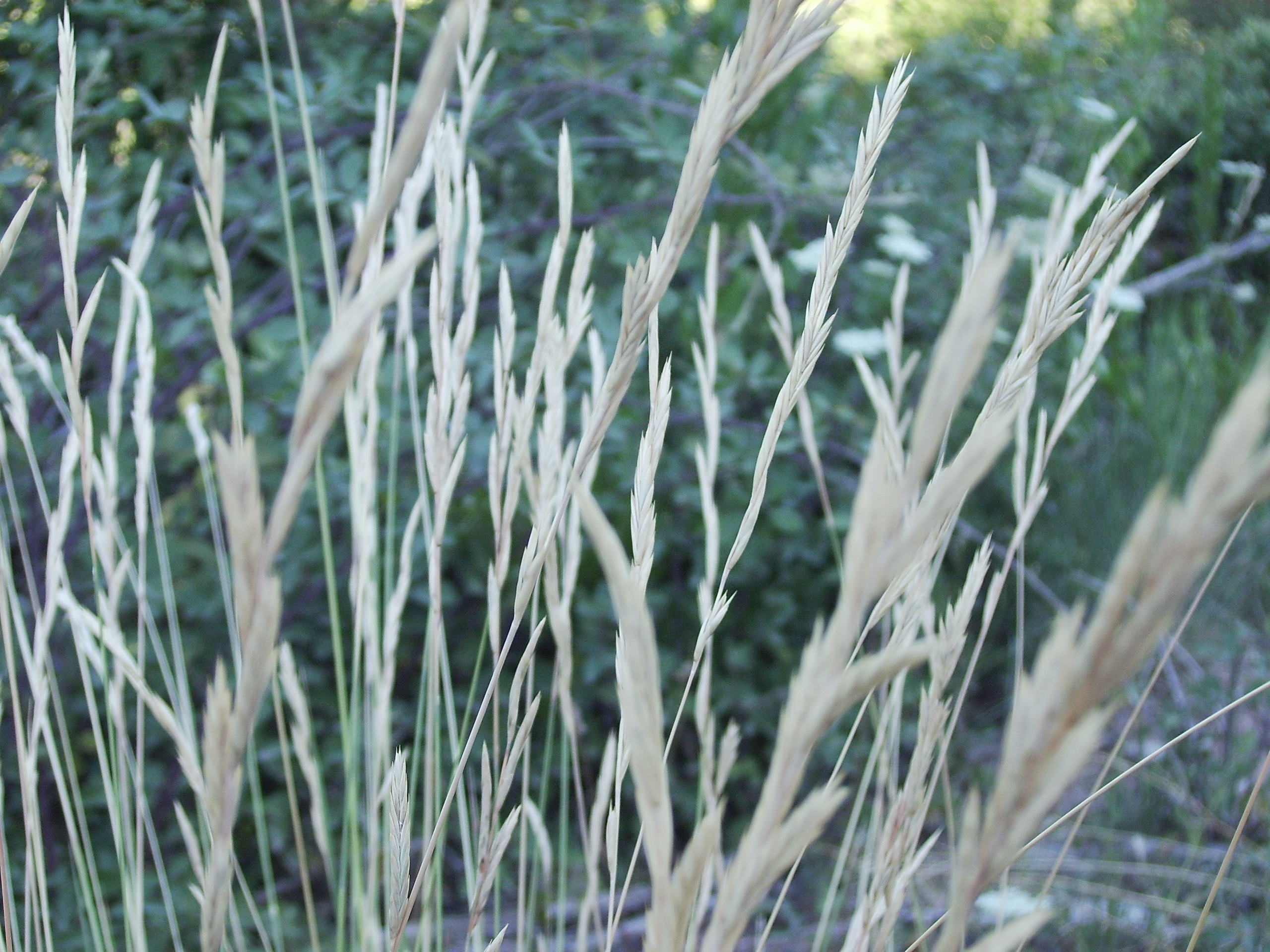
Vista de las espigas

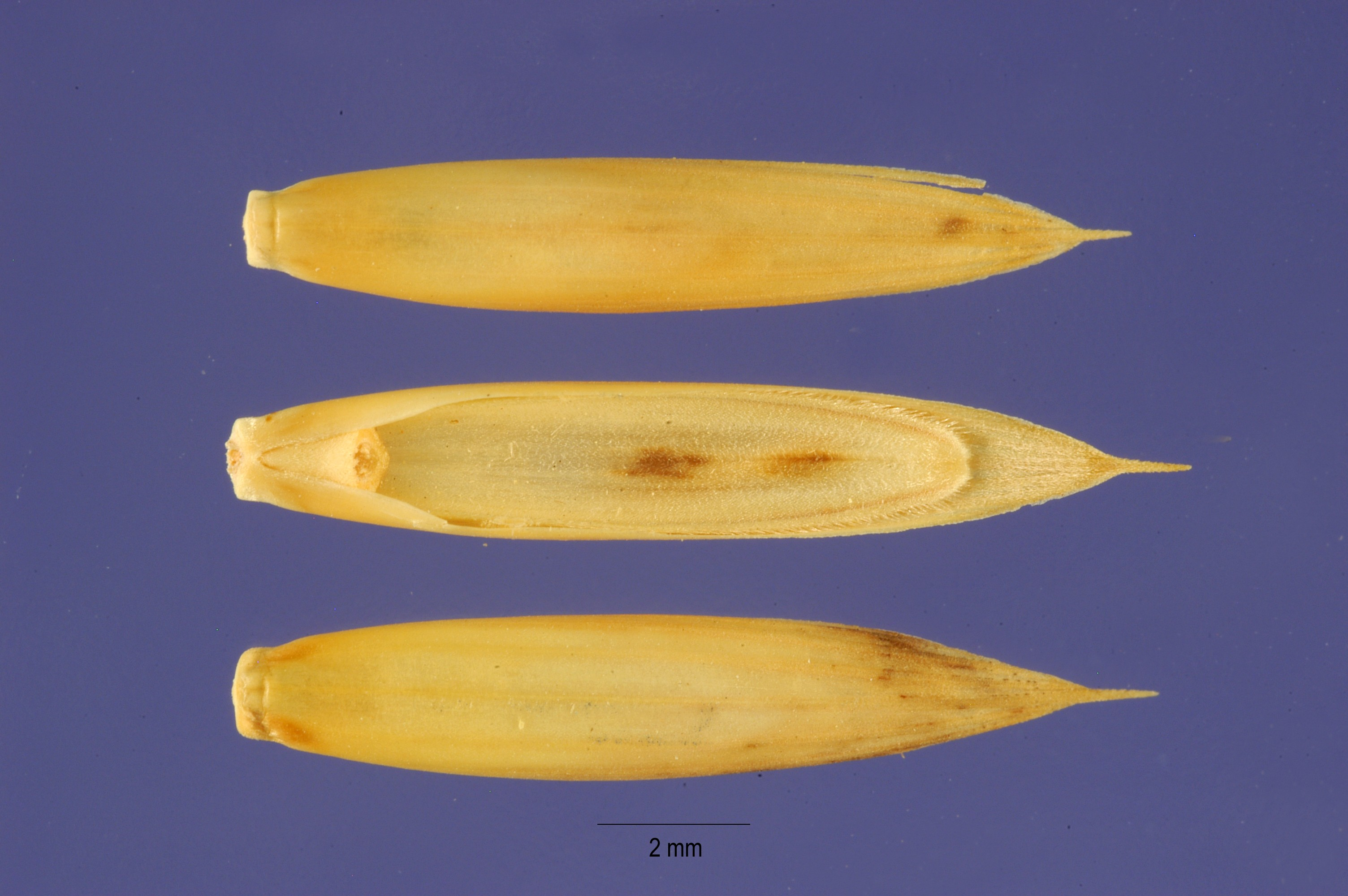
Semillas

## Descripción
Son plantas perennes, rizomatosas, con rizoma ramificado. Tallos de hasta 125 cm, erectos, con 1-2 nudos, glabros o ligeramente escábridos debajo de la inflorescencia. Hojas casi todas basales, rígidas, muy frecuentemente velutinas; lígula de 1-2 (-2,5) mm, generalmente truncada, coriácea, frecuentemente ciliolada en el margen; limbo de hasta 50 cm x 0,5-2 (-5) mm, generalmente convoluto, rara vez plano en la mitad inferior, con nervios numerosos muy marcados, los más principales con dorso frecuentemente plano. Espiga con raquis de 5-23 cm, recto, rígido, con 4-12 espiguillas. Pedúnculos de (1-) 2-3 (-6,5) mm. Espiguillas de (12-) 20-40 (-56) mm, generalmente falcadas antes de la antesis, glabras o velutino-seríceas, con 5-25 flores. Glumas laneeoladas, coriáceas, agudas, mucronadas; la inferior de (2,5-) 3,5-7 (-8) mm, con 3-6 nervios; la superior de (4,5-) 6-9 mm, con 7 nervios, mucronada o con arista de c. 1,5 (-3) mm. Pálea de 6,5-10 mm, lanceolado-elíptica, ligeramente truncada, ciliado-escábrida. Anteras de (3,5-) 4-6,2 mm. Cariopsis mucho más corta que la pálea, libre. 2n = 28. Florece y fructifica de junio a julio.

## Distribución y hábitat
Se encuentra en herbazales y pastizales sobre suelos básicos. Se distribuye por el oeste de la Región mediterránea, Yugoslavia, Grecia, Macaronesia (Madeira).

## Taxonomía
Brachypodium phoenicoides fue descrita por  (L.) Roem. & Schult.  y publicado en  Systema Vegetabilium 2: 740. 1817.
Citología
Número de cromosomas de Brachypodium phoenicoides (Fam. Gramineae) y táxones infraespecíficos:  n=14
Etimología
El nombre de este género deriva del griego brachys (corto) y podion (pie pequeño), en referencia a las espiguillas subsésiles.
phoenicoides: epíteto latino que significa "como púrpura".
Sinonimia
- Brachypodium caespitosum var. phoenicoides (L.) Benth.
- Brachypodium frenchii Sennen ex St.-Yves
- Brachypodium gandogeri Hack. Ex Gand.
- Brachypodium littorale Roem. & Schult.
- Brachypodium longifolium P.Beauv.
- Brachypodium macropodum Hack.
- Brachypodium velutinum Sennen
- Bromus longifolius Schousb.
- Bromus phoenicoides (L.) Steud.
- Festuca littoralis (Roem. & Schult.) Steud.
- Festuca phoenicoides L.
- Poa phoenicoides (L.) Koeler
- Schedonorus phoenicoides (L.) Roem. & Schult.
- Triticum phoenicoides (L.) Brot.[6]

## Nombre común
Botea, boteo, broza basta, fenal (2), fenás, heno, lactón, lastón (6), vallico.